# Хајдучка трава
Хајдучка трава (хајдучица, спориш, столисник, јалови месечњак, куница), лат. Achillea millefolium, је вишегодишња зељаста биљка из породице главочика (fam. Asteraceae). Биљка се зове хајдучка трава, јер су хајдуци њоме зацељивали ране. Научни назив рода ове биљке потиче од гр. achillea по имену Ахила који је био ученик Хирона и овом биљком је зацелио рану Телефусу.

## Опис биљке
Стабло достиже висину до 1 m и грана се само у горњем делу. Листови су тројно перасто дељени на велики број сићушних режњева, по чему је сама врста добила назив како један од народних, столисник, тако и научни millefolium (mille = хиљаду; folium = лист). Распоред листова је спиралан. Стабло и листови су покривени длакама, али само код младих биљака, док касније већина длака отпада. Модификовани листићи цвасти су овалног облика. Цвета од јуна до септембра. Цвасти главице су распоређене у облику штита на врховима грана и изграђене су од две врсте цветова:
- језичастих, распоређених по ободу и обојених бело до розе;
- цевастих, у центру жуто обојених.
- Плод је ахенија величине око 2 мм.

## Ареал распрострањења
Аутохтоно расте на простору Европе, Азије и Северне Америке, док се среће и у Аустралији и на Новом Зеланду.

## Станиште
Распрострањена је од низије до планинских предела и може се наћи на ливадама, поред путева, запуштеним стаништима и шумским чистинама.

## Хемијски састав
Користи се:
- надземни део биљке у цвету (Millefolii herba) или
- цветови (Millefolii flos).

Осушена биљка је ароматичног мириса и има горко-ароматичан укус због присуства горких материја које припадају сесквитерпенским лактонима, као нпр. ахилицин. Поред горких материја богата је садржајем:
- етарског уља (око 1%)
- витамином К
- танинима
- органским киселинама и др.

## Употреба
Млади листови се могу користити као салата и додатак јелима. Хајдучка трава се од давнина користила у народној, а омиљено је лековито средство и у званичној медицини. Најчешће се употребљава код желудачно-цревних обољења, грозничавих стања, повишеног крвног притиска, као антитромбичко средство код мождане и срчане тромбозе, побољшања крвне слике, функције јетре, повишеног нивоа шећера у крви. Осим тога користи се као снажно антибактеријско средство против стафилокока, ешерихије, кандиде и др.
У народној медицини је познато њено лековито дејство у смиривању упала коже и слузокоже, лечењу рана и гнојних процеса, заустављању крварења по чему је добила назив хајдучка трава.
У козметици се користи етерично уље хајдучке траве.

## Галерија
- Achilea milefolium
- листови
- Achillea nobilis
- Achillea filipendulina
- Achillea sp.
- Achilea nobilis
- лисна розета
- Achillea sp.
- Achilea filipendulina